# El color de la magrana
El color de la magrana (Rus: Цвет граната, Tsvet granata; Armeni: Նռան գույնը, Nřan guynə) és una pel·lícula del 1968 escrita i dirigida pel director armeni Serguei Parajanov. És una recreació poètica de la vida de l'ashick (trobador) armeni del segle xviii, Sayat-Nova.
Va tenir problemes per ser distribuïda a causa de la censura en l'ex-Unió Soviètica. Ha estat inclosa en algunes llistes com la millor pel·lícula de tots els temps.

## Argument
La pel·lícula narra la vida del trobador armeni del s. XVIII Sayat-Nova, des de la seva infantesa a la cort reial, el seu retir en un convent fins a la seva mort. L'autor afirma que la pel·lícula és una temptativa d'explicar la vida de Sayat-Nova amb imatges inspirades tant amb les seves obres com en la seva vida. La pel·lícula està dividida en capítols que representen escenes de la seva vida: infantesa, joventut, la cort del príncep (on s'enamora d'una zarina), el monestir, el somni, la vellesa, l'àngel de la mort i la mort.

## Estil
L'estil és el mateix que després caracteritzarà tota filmografia de Parajanov: imatges estàtiques que volen suggerir i evocar emocions a l'espectador, tot utilitzant al·legories, fantasies surrealistes i ambientacions oníriques acompanyades de músiques del folklore armeni. L'estil de la càmera fixa recorda els inicis del cinema. La pel·lícula té pocs diàlegs, principalment es basa en cites de poemes de Sayat-Nova. Hi ha una gran presència d'imatges simbòliques com per exemple en una de les primeres escenes en què el suc vermell sang d'una magrana degoteja damunt d'un drap tot creant una taca que la seva forma recorda els confins del Regne d'Armènia, també els tintorers van mostrant madeixes de llana amb els colors de la bandera d'Armènia. Parajanov va afirmar que s'havia inspirat en les miniatures dels manuscrits armenis i perses.

## Repartiment
- Sofiko Txiaureli - El poeta jove / L'estimada del poeta / La musa del poeta / Mim / Àngel de la resurrecció/ Monja boja
- Melkon Aleksanyan - El poeta infant (com Melkon Alekyan)
- Vilen Galstyan - El poeta en el monestir
- Giorgi Gegechkori - El poeta ancià
- Spartak Bagashvili - Pare del poeta
- Medea Djaparidze - Mare del poeta
- Hovhannes Minasyan - Príncep
- Onik Minasyan - Príncep

## Història
El rodatge va durar des del 17 d'agost de 1967 al 22 de juliol de 1968 a Studios Armenfilm a Erevan. Moltes escenes es van rodar en llocs històrics d'Armènia, com el monestir de Sanahín, el monestir de Hakhpat, l'església de San Joan a Ardvi i el monestir de Akhtala (tots localitzats en la província de Lorí) i també a Geòrgia com el monestir d'Alaverdí, el paisatge que envolta el monestir de David Gareia i el monestir de Schuamta prop de Telavi, la ciutat vella de Bakú i la fortalesa de Nardaran.

### Censura
La censura soviètica i diversos membres del Partit Comunista van reaccionar negativament al tractament poètic i visual de la vida de Sayat-Nova. Una de les crítiques més fortes va ser la incapacitat de la pel·lícula per alliçonar el públic sobre el poeta i l'abundància d'imatges religioses. El resultat va ser un canvi de títol de Sayat-Nova al Color de la magrana i l'eliminació de qualsevol referència al nom de Sayat-Nova. Aquest fet va provocar que hi haguessin dues versions de la pel·lícula: una, distribuïda a la República Soviètica d'Armènia, de 78 minuts, més propera a la versió original, i la segona editada pel director Serguei Iutkevitx, que havia llegit el guió i que va produir una nova versió de la pel·lícula amb títols dels capítols en rus, va tallar algunes escenes de contingut religiós i va canviar l'ordre d'algunes seqüències. Aquesta nova versió de la pel·lícula de 73 minuts de durada, és la que va ser distribuïda a la resta de la Unió Soviètica.

## Restauració
El 2014 la pel·lícula va ser restaurada digitalment i muntada de manera que fos el màxim de fidel de l'original i es va presentar a la 67a edició del Festival de Cannes. La restauració va ser realitzada per Film Foundation de Martin Scorsese en col·laboració amb la Cinemateca de Bolonya i ha estat descrita pel crític canadenc James Quandt com "el Sant Grial del cinema". Aquest mateix any, Scorsese va rebre el premi del Parajanov-Vartanov Institute per la seva contribució en la restauració de la pel·lícula.
Ha estat editada en Blu-ray al Regne Unit el 19 febrer de 2018, mentre una edició Criterion amb el documental del 1969 de Mikhail Vartanov, The Color of Armenian Land, va ser editada el 17 abril de 2018.